# Total egal
Total egal ist das dritte Studioalbum des deutschen Musikers Herbert Grönemeyer. Es erschien 1982.

## Hintergrund
Total egal war das erste von zwei Alben von Grönemeyer, die von Edo Zanki produziert wurden. Zanki formierte in dieser Zeit seine eigene Band und begann, einen eigenen Stil zu entwickeln. Für zwei Lieder, ’N Bombenlied und Frag mich nicht schrieben Edo und Vilko Zanki auch die Musik. Vergiß es, laß es macht dagegen den Einfluss von Grönemeyers Theaterzeit deutlich: Die Musik stammt von Jens-Peter Ostendorf, der Text von Jürgen Flimm. Als erste Single wurde Currywurst mit der Musik von Jürgen Triebel und dem Text von Horst-Herbert Krause und Diether Krebs ausgekoppelt. Es entwickelte sich zu einem Kultsong und zu einem von Grönemeyers populärsten Stücken.
Bei den meisten anderen Stücken textete Grönemeyer erstmals wirklich selbst. Später sagte er, er habe erst bei Total egal gemerkt, „dass es keine geeigneten Texter für mich gibt.“ Auch der ebenfalls ausgekoppelte Titel Anna entwickelte sich zu einem sehr bekannten Song.
Einige Konzerte der Tournee wurden wegen zu geringen Interesses allerdings abgesagt.

## Titelliste
1. Total egal – 3:46
2. ’N Bombenlied – 4:07
3. Currywurst – 1:59
4. Anna – 4:35
5. So gut – 5:25
6. Frag mich nicht – 4:18
7. Kino – 2:32
8. Ich will’s nicht – 3:34
9. Darf ich mal – 3:16
10. Vergiß es, laß es – 4:54